# Claus Bjørn
Claus Bjørn (7 de outubro de 1944 - 19 de abril de 2005) foi um historiador dinamarquês.

## Biografia
- "Den jyske proprietærfejde" i Historie, 1979
- Bonde Herremand Konge. Bonden i 1700-tallets Danmark, 1981
- Dansk Mejeribrug 1882-2000, 1982
- Frygten fra 1848, 1985
- Fra reaktion til grundlov - 1800-1850 (Gyldendal og Politikens Danmarkshistorie, bind 10), 1990
- Den gode sag. En biografi af Chr. D. Reventlow, 1992
- Anders Nielsen, Svejstrup Østergaard, 1993
- Lovene gives kraft. En biografi af Chr. Colbiørnsen, 1995
- 1848 - Borgerkrig og revolution, 1998
- Dengang Danmark blev moderne, 1998
- Kampen om grundloven, 1999
- Knuthenborg Park, 1999
- Blot til pynt? Monarkiet i går, i dag og i morgen, 2001
- Fra helstat til nationalstat (Dansk udenrigspolitiks historie, bind 3), 2003
- H.C. Hansen. En biografi, 2004